# فيل إتش. جونز
فيل إتش. جونز هو فلاح وسياسي أمريكي، (ولد في غينيسي في الولايات المتحدة 1874  م). نشط حزبياً في الحزب الجمهوري. وقد انتخب عضو جمعية ولاية ويسكونسن ‏.